# Körmend
Körmend (esloveno: Kermendin, prekmuro: Karmadén, alemán: Kirment) es una ciudad (város) en el condado de Vas, al oeste de Hungría.

## Lugares de interés
La ciudad es principalmente conocida por su castillo, que perteneció a la familia Batthyány, una de las familias aristócratas más importantes de Hungría. El Beato László Batthyány-Strattmann (1870-1931), un famoso oftalmólogo que fue beatificado por la Iglesia católica, vivió en el castillo junto con su familia casi 10 años. Convirtió una de las torres del castillo en una clínica de Oftalmología, donde trataba a sus pacientes gratis.
Hoy en día, el castillo pertenece al Estado Húngaro.

## Personajes ilustres
- Imre Sinkovits - actor de The Hungarian Nation.
- G.G. Goloman - jugador de baloncesto universitario.
- Péter Besenyei - piloto acrobático.
- Baby Jewel - estrella famosa de cine para adultos.
- János Móricz, descubridor de la cueva Taltos.
- Soulwave, banda de rock alternativo.
- Krisztián Pars, lanzador de martillo.

## Ciudades hermanadas
Körmend está hermanada con:
- Fürstenfeld, Austria
- Groesbeek, Países Bajos
- Güssing, Austria
- Heinävesi, Finlandia
- Hermagor, Austria
- Kranenburg, Alemania
- Murska Sobota, Eslovenia
- Rožnov pod Radhoštěm, República Checa
- Ubbergen, Países Bajos